# Anopterus glandulosus
Anopterus glandulosus zimzeleni grm ili manje drvo iz porodice eskalonijevki. Raste kao endem na jugu i zapadu Tasmanije po vlažnim šumama eukaliptusa. 
Na engleskom jeziku ova vrsta poznata je kao tasmanijski lovor. Kao grm naraste preko 2 metra visine. Listovi su mu veliki, kožasti, sjajni i tamnozeleni, a u kasno proljeće na vrhovima grana pojavljuju se nježni bijeli cvjetovi. privlačan je pticama zbog nektara i kukaca, kao što medarice (Meliphagidae). Često se uzgaja po vrtovima kao ukrasni grm
- A. glandulosus
- A. glandulosus
- A. glandulosus